# Peoria (Arizona)
Peoria je město v okresech Yavapai County a Maricopa County ve státě Arizona ve Spojených státech amerických. Je 9. nejlidnatějším městem v Arizoně a šestým největším městě ve státě z hlediska rozlohy. Dále je 146. nejlidnatějším městem v USA. Pojmenováno bylo po městě Peoria ve státě Illinois.
K roku 2020 zde žilo 190 985 obyvatel. S celkovou rozlohou 460,9 km² byla hustota zalidnění 414,3 obyvatel na km². Ve městě se nachází Peoria Sports Complex.